# Stelis microtatantha
Stelis microtatantha är en orkidéart som beskrevs av Rudolf Schlechter. Stelis microtatantha ingår i släktet Stelis och familjen orkidéer. Inga underarter finns listade i Catalogue of Life.